# Nicholas Campbell
Pour les articles homonymes, voir Campbell.
Nicholas Campbell, né le 24 mars 1952 à Toronto en Ontario au Canada, est un acteur, réalisateur et scénariste canadien. Il est principalement connu pour avoir tenu le rôle de Dominic Da Vinci dans la série Coroner Da Vinci.

## Biographie
Il est l'acteur fétiche du réalisateur canadien David Cronenberg pour lequel il a tourné quatre fois.

## Filmographie

### Acteur

#### Cinéma
- 1976 : La Malédiction (The Omen) : Marine
- 1977 : Un pont trop loin (A Bridge Too Far) : Le capitaine Glass
- 1977 : L'Espion qui m'aimait (The Spy Who Loved Me) : Wayne Crewman
- 1979 : Fast Company : Billy 'The Kid' Brooker
- 1979 : Alerte dans le cosmos (H. G. Wells' The Shape of Things to Come) : Jason Caball
- 1979 : Chromosome 3 (The Brood) : Chris
- 1980 : Virus (Fukkatsu no hi) : L'opérateur radio de la station Palmer
- 1981 : Gabrielle : Tony
- 1981 : Accroche-toi, j'arrive (Dirty Tricks) : Bill Darcy
- 1981 : L'Homme de Prague (The Amateur) : Horst Schraeger
- 1982 : Trapped : Le Village de la mort (Trapped) : Roger Michaels
- 1982 : Killing 'em Softly : Clifford
- 1983 : Dead Zone : Frank Dodd
- 1985 : La cavale impossible (Certain Fury) : Sniffer
- 1985 : Mort par ordinateur (Terminal Choice) : Henderson
- 1986 : Les Seigneurs de la ville (Knights of the City) : Joey
- 1987 : Le Sang du châtiment (Rampage) : Albert Morse
- 1991 : Les Apprentis voyous (The Big Slice) : Nick Papadopoulos
- 1991 : Le Festin nu (The Naked Lunch) : Hank
- 1992 : Bordertown Cafe : Don
- 1992 : Agaguk (Shadow of the Wolf) : Scott
- 1995 : Butterbox Babies : Clayton Oliver
- 1995 : No Contest : Vic
- 1995 : Jungleground : Robert Neilson
- 1996 : The Boys Club : Le père de Kyle
- 1998 : Pas facile d'être papa (A Cool, Dry Place) : Frankie Gooland
- 2000 : Un été pour tout vivre (New Year's Day) : Ollie
- 2001 : Prozac Nation : Donald
- 2005 : De l'ombre à la lumière (Cinderella Man) : Sporty Lewis
- 2009 : Le Cri du hibou (Cry of the Owl) : M. Wyncoop
- 2011 : Fight Games (Goon) : Rollie Hortense
- 2012 : Antiviral : Dorian
- 2014 : Backcountry d'Adam MacDonald : Le ranger

#### Télévision

##### Séries télévisées
- 1976 : Cosmos 1999 : Eddie Collins
- 1983 : Le Voyageur (The Hitchhiker ) : Le voyageur
- 1984 : Hooker : Toby Clark
- 1984 : Supercopter : Jason 'Doc' Gifford
- 1985 : Brigade de nuit (Night Heat) : Kyle Booker
- 1985-1986 : Insiders : Nick Fox
- 1989 : Paire d'as (Diamonds) : Mike Devitt
- 1995 : Kung Fu, la légende continue (Kung Fu: The Legend Continues) : Graham Corrigan
- 1995 : Highlander : Kit O'Brady
- 1995 : FX, effets spéciaux (F/X: The Series) : Le colonel Stewart
- 1995 : Au-delà du réel : L'aventure continue (The Outer Limits) : Frank Daniels
- 1998-2005 : Coroner Da Vinci (Da Vinci's Inquest) : Dominic Da Vinci
- 2002 : Monk : Grayson
- 2008 : Flashpoint : George Orston
- 2008 : The Border : Dougie Jackson
- 2009 : Les Enquêtes de Murdoch (The Murdoch Mysteries) : Buffalo Bill Cody
- 2011 : XIII, la série (XIII: The Series) : Alf
- 2010-2012 : Les Mystères de Haven (Haven) : Le chef Garland Wuornos
- 2014-2015 : Heartland : Will Vernon
- 2014-2015 : Rookie Blue : Jay Swarek
- 2015 : Orphan Black : Willard Finch
- 2016 : The Girlfriend Experience : Michael Cilic
- 2016 : Private Eyes : Frank Garrison

### Scénariste
- 1979 : Fast Company de David Cronenberg